# ぺえ
ぺえ（1992年4月22日 - ）は、日本のタレント、YouTuber、元読者モデル。TWIN PLANET所属。タレント業の傍ら原宿竹下通りにあるアパレルショップ「WC」でカリスマ店員として働き、「原宿の母」と呼ばれていた。

## 来歴
1992年4月22日、山形県山形市で3人兄弟の末っ子として生まれる（兄と姉がいる）。小学生の時にバレーボールを始め、中学生の時に山形県選抜になった実績を持つ。高校は家庭の経済的事情を考えて志望校への進学を諦め、全額免除の高校を選択。2011年には仙台大学体育学部に進学。
大学4年生の時に観たAKB48のドキュメンタリーに触発され、同グループのオーディションに応募するも落選。企業に就職するという考えがなかった彼は、3月頃まで就職活動をせずにいたが、親に「好きにやって良いんだけどどうするの？」と言われたことから、上京の意志があることを告げた。憧れていた原宿での就職を考えていた時に、Twitterでアパレルショップ「WC」の情報を見つけた。最初はレディースオンリーの店であることから断られるも、面接を受けたところ雇い入れられ、すぐに働き始めることになり、2015年4月に上京。
ファッション雑誌『HR』の読者モデルとして活動。2015年12月5日放送回のバラエティ番組『マツコ会議』に出演し、終始マイペースな言動で司会のマツコ・デラックスらを翻弄し、話題となった。また、12月13日放送回の特番『芸能人つまずきビッグデータ～世間のギモン本人にぶつけよう 私の告白カテにしてねSP～』では、話題の読者モデルとして取り上げられた。
2016年1月、初となるモデルプレスとのインタビューに応じ、芸能界入りの意志があることを表明。2月20日、芸能事務所TWIN PLANETへの所属が決まったことを発表した。4月17日、芸能事務所に所属して以来、初のテレビ番組出演となった『行列のできる法律相談所』で、同性愛者であることを公表した。
2018年8月26日、初の書籍となるスタイルブック『ぺえ語 〜原宿発!明日を変えるポジティブメッセージ〜』を出版。同月、Lady beardと古川優香と共に音楽ユニット「わんちゃんズ」を結成。10月19日、ソニー・ミュージックレーベルズより配信シングル『わんちゃんあるじゃん』をリリース。同年、新しい学校のリーダーズ「学校行けやあ゛」のミュージックビデオ、HKT48「最高かよ」のスピンオフビデオ、anderlust「Scrap & Build」のミュージックビデオに立て続けに出演。
2019年6月18日、YouTubeチャンネルを開設し、翌年6月にチャンネル登録者数が10万人を突破。2020年9月1日、自身がプロデュースする制汗クリーム「Asettenai?（アセッテナイ）」を発売。2022年3月22日、初のエッセイ『退屈の愛し方』を出版。

## 人物
身長175cm、血液型はAB型。
芸名の「ぺえ」は本名の「慎平（しんぺい）」に因む。ファンネームは「PEZ」。
ピンクに染めたマッシュルームカットとビビッドカラーを基調とした派手なファッションが特徴。
愛犬家で、2017年からチワックスのロナウドを飼っている。名前はサッカー選手のクリスティアーノ・ロナウドに因む。
過去には数少ない友人の1人で読者モデルの“へえ”こと斉藤平七と同居していた。他にも「わんちゃんズ」で活動を共にしたYouTuberの古川優香、同じくYouTuberの平成フラミンゴ、OTOGI不動産、タレントのryuchell、peco、井上咲楽、女優の仲里依紗、森七菜などと親交が深い。

## 出演

### テレビドラマ
- ひみつ×戦士 ファントミラージュ! （2019年4月7日 - 2020年6月28日、テレビ東京）- アベコベ刑事 役

### テレビ番組
- #ジューダイ（2017年4月6日 - 2020年3月23日、NHK Eテレ） - 司会
- 話題のアプリ ええじゃないか!→ええじゃないか!!（2018年1月18日 - 、TOKYO MX） - レギュラー
- 私が愛した地獄（2024年10月3日 - 、テレビ朝日） - MC[29]

### ウェブ番組
- じーとぅえ!（2017年3月13日 - 27日、GYAO!） - MC[30]
- シモネタGP（2018年5月14日 - 6月4日、AbemaTV) - 審査委員

### ラジオ番組
- SCHOOL OF LOCK!（2021年10月4日 - 2022年12月29日、TOKYO FM・JFN系列） - ぺえ教頭

### ミュージックビデオ
- 新しい学校のリーダーズ「学校行けやあ゛」（2016年7月25日）
- HKT48「最高かよ」スピンオフビデオ「最強!合いの手教則ビデオ」（2016年9月23日）[14]
- anderlust「Scrap & Build」（2016年12月14日）[15]

## 音楽作品

### 配信シングル
- わんちゃんあるじゃん（2016年10月19日、ソニー・ミュージックレーベルズ） - わんちゃんズ[13]

## 書籍

### スタイルブック
- ぺえ語 〜原宿発!明日を変えるポジティブメッセージ〜（2016年8月26日、祥伝社、ISBN 9784396430740）

### エッセイ
- 退屈の愛し方（2022年3月22日、KADOKAWA、ISBN 9784046055309）